# 弗里曼·戴森
弗里曼·约翰·戴森（英語：Freeman John Dyson，1923年12月15日—2020年2月28日），美籍英裔數學物理學家，普林斯頓高等研究院教授。戴森提出了戴森變換。

## 生平
1923年12月15日，戴森在英國伯克郡出生。他的父親是傑出的作曲家，後被封為爵士。他的母親擁有法律學位，在戴森出生後擔任社會工作者。戴森四歲時試圖計算太陽中的原子數。后来在劍橋大學三一學院追隨數學家戈弗雷·哈羅德·哈代研究數學。19歲時，他被分配到英國皇家空軍的轟炸機司令部，他在那裡開發了用於計算轟炸機編隊理想密度的分析方法。
戴森在1947年發表了兩篇關於數論的論文。朋友和同事將他形容為害羞和自谦的人，常使朋友感到耳目一新，但让竞争對手感到惱火。

### 美国生涯
在GI Taylor的建議下，戴森於1947年来到美國康奈爾大學，跟隨漢斯·貝特教授，他在那裡認識了費曼。這位嶄露頭角的英國物理學家認識到了美國人的才華，並與他合作。
1949年，戴森證明了量子電動力學兩種公式的等價性：他證明了朱利安·施溫格和朝永振一郎發展的變分法方法和費曼的路徑積分表述。他是繼費曼圖的創造者之後的第一個欣賞費曼圖的人。戴森說服奧本海默，說費曼的新理論與施溫格和朝永的理論一樣有效。
1957年到1961年，戴森參與了獵戶座計劃。
戴森為量子電動力學的建立做出了決定性的貢獻。1964年，戴森獲得諾貝爾物理獎提名。戴森獲得了許多科學獎項，但從未獲得諾貝爾獎。諾貝爾物理學獎獲得者史蒂文·溫伯格說，諾貝爾委員會讓戴森感到震驚，但戴森在2009年說：“如果你想獲得諾貝爾獎，我認為這幾乎是正確的。你應該長期集中注意力，掌握一些深刻而重要的問題，並堅持十年，這不是我的風格。”戴森是《紐約書評》的定期撰稿人，並於2018年出版了回憶錄《自傳：模式製造者》。
1951年他任康乃爾大學教授，1953年後一直任普林斯頓高等研究院教授。他可能是從未獲得博士學位但在高等學術機構任教的一個最著名的例子。
戴森於1994年從高等研究院退休。
戴森還以在核武器政策和外星智能方面的工作而聞名。他著有許多普及性讀物。
2020年2月28日，戴森于在新泽西州普林斯顿附近的一家医院因跌倒后引發的并发症去世。享年96岁。

## 生物技術和遺傳工程

### 戴森球
其最著名構想是人稱戴森球的結構，是把太陽或恆星包圍盡可能利用陽光的計劃。美國嚴肅科幻小說《環形世界》和日本的童話式卡通《雙子公主》背景都很相似戴森球。

### 戴森樹
戴森還提議建造戴森樹，這是一種能在彗星上生長的基因工程植物。戴森想像在彗星內建造的空洞，以一顆巨大的基因改造樹木來挖空並產生氧氣給宇宙都市，人稱「戴森樹」。卡通《天地無用！》中樹雷星王室的太空船和小說《Orion's Arm》的設定都和這個很相似。

### 太空殖民地
戴森對五月花號的航行費用以及摩門教徒向猶他州的移民進行了歷史研究，認為有可能以較小的規模進入太空。每人的成本約為40,000美元（1978年的美元，2013年的143,254美元）；就實際而言，這可以與美國殖民時期相提並論。戴森說，除非將價格降低到這個水平，否則他並不觉得真的有趣，因為这將是只有政府才能負擔得起的奢侈项目。
戴森对廉價太空旅行抱有希望，他认为私人企業家能開發廉價的新事物。
“沒有物理學或生物學定律禁止在太陽系內外廉價旅行和定居。但無法預測這將花費多長時間。對未來日期的預測眾所周知是錯誤的。我的猜測是廉價無人飛行任務的時代將在未來的五十年內，二十一世紀末的某個時候開始。任何負擔得起的載人探索計劃都必須以生物學為中心，其時限應與生物技術的時限聯繫在一起；一百年左右，可能是合理的。”

### 永恆智力
戴森提出，一群不朽的智慧生物可以通過將時間延長到無窮而只消耗有限的能量來逃脫热寂的可能。

## 主要大众著作
- （中譯本《宇宙波瀾》, ISBN 9576211964）
- （中譯本《全方位的無限》, ISBN 9576212006）
- （中譯本《想像的未來》, ISBN 9789576215681）
- （中譯本《21世紀三事》, ISBN 9570516348）

## 延伸閲讀
- Brower, Kenneth, 1978.  The Starship and the Canoe, Holt, Rinehart and Winston.
- Schweber, Silvan S. . Princeton University Press. 1994  [2020-01-30]. ISBN 978-0-691-03327-3. （原始内容存档于2016-07-23）.
- Schewe, Phillip F., 2014. Maverick Genius: The Pioneering Odyssey of Freeman Dyson. St. Martin's Griffin:  ISBN 978-1250042569.

### 戴森相關
- Freeman Dyson （页面存档备份，存于） at The New York Review of Books
- Templeton Prize acceptance lecture 2000, by Freeman Dyson
- Imagined Worlds （页面存档备份，存于） by Freeman Dyson, 1996: Chapter 1
- YouTube上的Video Interview of Freeman Dyson discussing Bogus Climate Models
- A radio interview with Freeman Dyson （页面存档备份，存于） Aired on the Lewis Burke Frumkes Radio Show in 2009.
- Tactical Nuclear Weapons in Southeast Asia （页面存档备份，存于）, published March 1967 (declassified December 2002)
- Suzan Mazur interviewing Dyson （页面存档备份，存于）, 2012, CounterPunch
- "Pushing the Boundaries - A Conversation with Freeman Dyson" （页面存档备份，存于）, Ideas Roadshow, 2014
- "Freeman Dyson and Gregory Benford: Forseeing the Next 35 Years—Where Will We Be in 2054?" （页面存档备份，存于）, Arthur C. Clarke Center for Human Imagination, February 2019.

### 有關戴森
- "The Civil Heretic" （页面存档备份，存于）, profile at the New York Times Magazine by Nicholas Dawidoff, 25 March 2009
  - Interview, 4 June 2009, Dyson comments on the misleading overemphasis of his climate-change views in the New York Times profile.
- Freeman Dyson wins $1m religion prize （页面存档备份，存于）, 9 May 2000
- "Freeman Dyson's Brain" （页面存档备份，存于）, interview by Stewart Brand at Wired, 1998
- Oral History interview transcript with Freeman J. Dyson 17 December 1986 （页面存档备份，存于）, American Institute of Physics, Niels Bohr Library and Archives
- 2008 Video Interview with Freeman Dyson by Atomic Heritage Foundation （页面存档备份，存于）, Voices of the Manhattan Project
- Roberts, Russ. . EconTalk. Library of Economics and Liberty. 7 March 2011  [2020-01-30]. （原始内容存档于2017-03-30）.
- . 52 Insights. June 15, 2018  [November 25, 2019]. （原始内容存档于2021-05-13）.
- TED上的弗里曼·戴森